# El truc de la corbomita
"El truc de la corbomita" (títol original en anglès "The Corbomite Maneuver") és el desè episodi de la primera temporada de la sèrie de televisió de ciència-ficció estatunidenca Star Trek. Escrit per Jerry Sohl i dirigit per Joseph Sargent, es va emetre per primera vegada el 10 de novembre de 1966. A l'episodi, l'Enterprise troba una nau estel·lar alienígena massiva i poderosa i el seu inusual comandant. L'episodi ha tingut una bona acollida i apareix amb freqüència a les llistes dels millors episodis de la sèrie.

## Càsting
L'episodi presenta un Clint Howard de 7 anys d'edat, germà de l'actor i director Ron Howard, que interpreta l'alienígena al final (amb una veu sobredoblada proporcionada per Walker Edmiston).
Aquest va ser el primer episodi regular produït després dels dos pilots i el primer a incloure DeForest Kelley com el Dr. Leonard McCoy, Nichelle Nichols com a Nyota Uhura (amb un uniforme groc en lloc de vermell) i Grace Lee Whitney com a Janice Rand. Com que els episodis no es van emetre en ordre de producció (un tret al llarg de tota la sèrie original), el públic ja havia estat presentat a aquestes tres nou setmanes abans, a l'episodi de debut de la sèrie, "El parany home".

## Argument
L'USS Enterprise, comandat pel capità James Tiberius Kirk, acaba un tercer dia de mapeig d'estrelles quan el tinent Dave Bailey, navegant novell, veu un gran cub multicolor girant que flota a l'espai. Defensa atacar-lo amb fasers. En canvi, Kirk ordena a la nau que s'allunyi de l'objecte. El cub els persegueix, emetent radiacions nocives, i Kirk la destrueix a contracor.
Mentre Kirk està dinant a la seva habitació, una gegantina esfera brillant s'acosta a l'Enterprise, omplint la pantalla de visualització del pont fins i tot amb poca ampliació. El comandant Balok identifica el seu vaixell com el Fesarius, el vaixell insígnia de la "Primera Federació", explicant que el cub destruït era un marcador de frontera. Balok ignora les salutacions de Kirk i anuncia que destruirà l' Enterprise per entrar al territori de la Primera Federació i destruir el marcador boia. Dona a la tripulació deu minuts per resar a les seves deïtats. El primer oficial Spock obté una imatge de Balok, un humanoide de pell blava amb trets facials que canvien constantment. Bailey sucumbeix a la histèria i Kirk li ordena sortir del pont. El Dr. McCoy retreu a Kirk, argumentant que l'esclat de Bailey era el resultat de que Kirk va posar massa pressió sobre ell, i assenyalant que va advertir a Kirk de l'estat de Bailey abans d'hora. L'argument inspira en Kirk a intentar farols en Balok. Li diu a Balok que l' Enterprise conté "corbomita", una substància que destrueix automàticament qualsevol atacant, i afirma que té poc en compte el fet que l' Enterprise també seria destruïda a l'intercanvi. Mentre Kirk espera una resposta, Bailey demana permís per reprendre les seves funcions, que Kirk li concedeix. En Balok demana proves de l'existència de la corbomita, però quan Kirk es nega, no destrueix l' Enterprise. En lloc d'això, un petit remolcador s'allunya del Fesarius i remolca l' Enterprise a l'espai de la Primera Federació, on Balok afirma que la tripulació estarà internada en un planeta semblant a la Terra i l’ Enterprise destruïda. Intuïnt que el raig tractor del remolcador no pot ser tan potent com el del Fesarius, Kirk ordena a l' Enterprise que accioni els motors en angle recte amb el seu curs. De la mateixa manera que els seus motors estan a punt d'explotar per sobrecàrrega, l' Enterprise s'allibera. Això aparentment desactiva el vaixell alienígena, ja que la tripulació rep una trucada de socors que la seva nau mare no respon.
Encara que reconèixer que això pot ser una trampa, Kirk, McCoy i Bailey formen un grup d'embarcament per prestar ajuda. Es transporten i descobreixen que el "Balok" del seu monitor era una efígie (disseny de criatura de Wah Chang). L'autèntic Balok, semblant un nen humà hiperintel·ligent, els dóna la benvinguda a bord amb entusiasme. Explica que només estava provant l' Enterprise i la seva tripulació per descobrir les seves veritables intencions. Mentre Kirk i la companyia es relaxen, en Balok expressa el desig d'aprendre més sobre els humans i la seva cultura, i suggereix que permetin que un membre de la seva tripulació romangui a la seva nau com a emissari de la Federació. Bailey s'ofereix feliçment com a voluntari, i Balok li fa un recorregut pel seu vaixell.

## Repartiment i doblatge al català
La sèrie va ser doblada al català pels estudis Tecni-3 (primera part) i Diálogo (segona part) i emesa a TV3 l’any 1989. Els dobladors de l'episodi foren:
| Personatge                | Actor/actriu      | Veu en català                      |
| ------------------------- | ----------------- | ---------------------------------- |
| James T. Kirk             | William Shatner   | Jordi Boixaderas                   |
| Spock                     | Leonard Nimoy     | Isidre Sola i Llop                 |
| Montgomery Scott 'Scotty' | James Doohan      | Joan Carles Gustems Domènec Farell |
| Hikaru Sulu               | George Takei      | Jaume Nadal Enric Cusí             |
| Nyota Uhura               | Nichelle Nichols  | Glòria Roig Azucena Díaz           |
| Christine Chapel          | Majel Barrett     | Ana Maria Mauri Rosa Gavin         |
| Janice Rand               | Grace Lee Whitney | Mercè Arànega                      |
| Balok                     | Clint Howard      | Enric Arquimbau                    |
| Tinent Bailey             | Anthony D. Call   | Jordi Ribes                        |

## Producció
L'episodi va ser el primer episodi de la sèrie regular que es va produir, després dels dos pilots, "La gàbia" i "On no ha anat mai cap home", que s'havia fet el 1964 i el 1965. Es va rodar en una etapa diferent, a Hollywood. Els decorats es van transferir de la ubicació de Desilu a Culver City, on més tard a la sèrie es construiria una nova sala de màquines per a un episodi següent ("L'enemic interior" producció 005) es va retenir fins al novembre a causa de la quantitat d’escenes d'efectes especials que no es van completar, convertint-se en el 10è episodi que s'emetrà. NBC va preferir les històries basades en planetes que estaven a punt per emetre's abans de "El truc de la corbomita" perquè el metratge en miniatura no estava acabat o llest quan es va estrenar la sèrie.

## Recepció
El 2009, Zack Handlen de The A.V Club va donar a l'episodi una qualificació "A", descrivint-lo com "TOS [La sèrie original] en el seu millor moment, apassionant, amb un bon ritme i temàticament coherent", i assenyalant la nota d'optimisme del final.
El 2010, SciFiNow va classificar-lo com el sisè millor episodi de la sèrie original.
Io9 el va qualificar com el 14è millor de tots els episodis de Star Trek el 2014.
El 2015 la revista WIRED no va recomanar saltar-se aquest episodi a la seva guia de maratons per a la sèrie original.
El 2016, The Hollywood Reporter va qualificar "El truc de la corbomita" com el 45è millor episodi de televisió de tota la franquícia de televisió "Star Trek" abans de Star Trek: Discovery,incloent la imatge real i la sèrie d'animació, però sense comptar les pel·lícules. El 2016, van classificar aquest episodi com el 16è episodi més important de la sèrie original.
El 2017, Business Insider va qualificar "El truc de la corbomita" com el vuitè millor episodi de la sèrie original.
El 2017 Den of Geek a elogiar aquest episodi com un dels "episodis més reflexius de tota la franquícia" i va assenyalar com va marcar la tendència per a situacions estranyes de primer contacte.
El 2018, PopMatters va classificar aquest com el 9è millor episodi de la sèrie original.
Howard va quedar molt impressionat amb les oportunitats d'actuació de la franquícia, després d'haver aparegut diverses vegades en altres sèries de Star Trek: "Oh, és clar. Sóc actor i m'encanta la feina remunerada. Pràcticament totes les ofertes de feina tenen una consideració legítima per mi, però el fet que sigui Star Trek em trec el barret. Quantes persones han assistit a programes fa 50 anys i encara se'ls demana que estiguin en encarnacions de la mateixa franquícia?" Quan va fer una audició per a George Lucas, el cineasta va citar immediatament el paper de Howard com a Balok, anys abans, sorprenent a l'actor.
El 2018, Collider va classificar aquest com el 19è millor episodi de la sèrie de televisió original.
El 2019, Nerdist va incloure aquest episodi a la seva guia de marató de sèries "El millor de Kirk".
El 2021, Den of Geek va classificar aquest episodi número tres de la sèrie original, comentant: "Com una bona ampolla de tranya, aquest episodi només millora amb el temps".

## Paròdia
- A la Rally to Restore Sanity and/or Fear el 30 d'octubre de 2010, Jon Stewart va utilitzar l'amenaça imaginària de la "corbomita" a l'aigua embotellada per il·lustrar com les figures dels mitjans de comunicació (personificades per Stephen Colbert) creaven i magnificaven les pors en el públic.[21][22]